# 1819 az irodalomban
Az 1819. év az irodalomban.

## Megjelent új művek

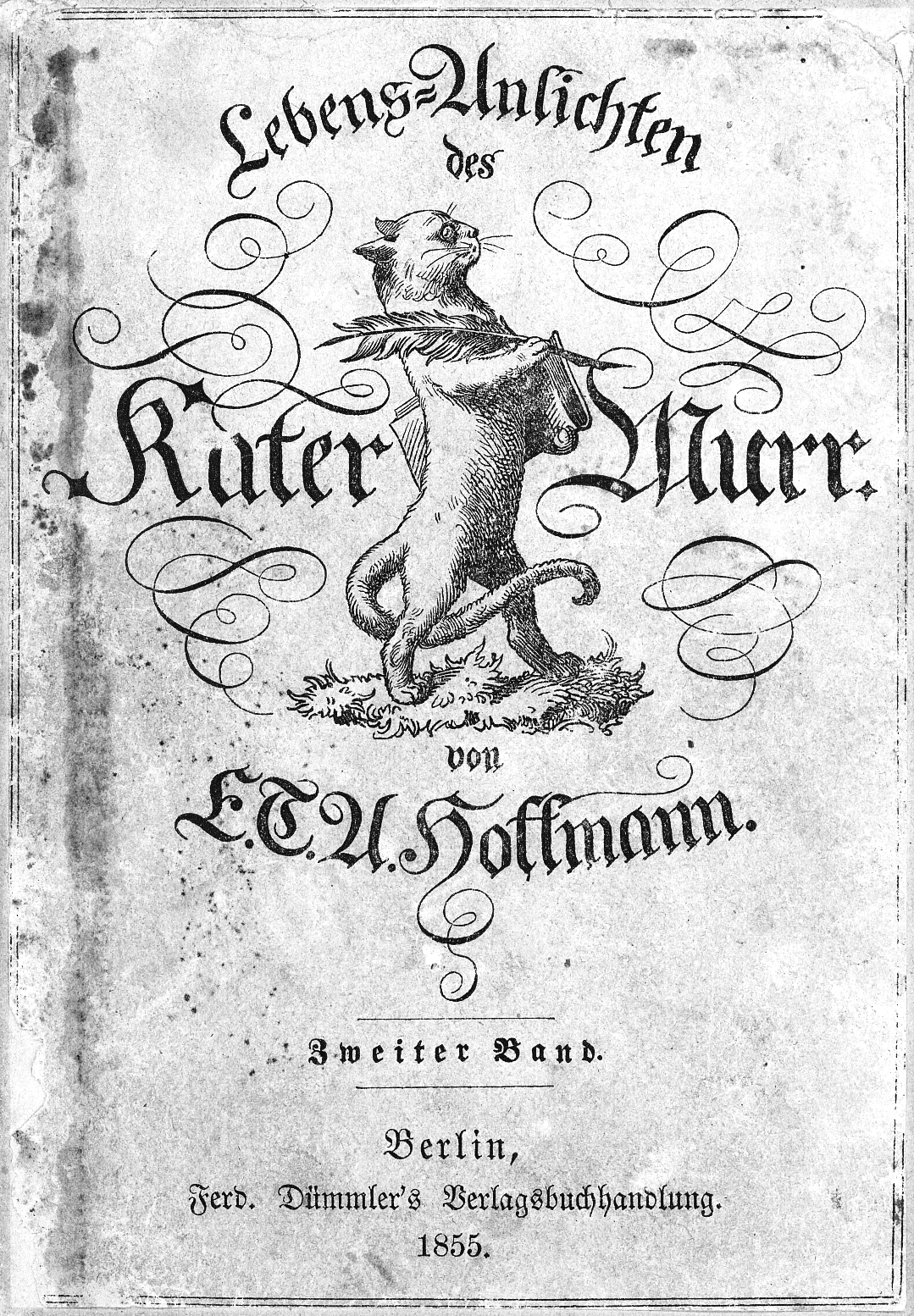
Murr Kandúr... (1855)

- George Crabbe angol költő verses elbeszéléseinek utolsó, életében kiadott kötete: Tales of the Hall.
- Charles Nodier francia író regénye: Thérèse Aubert.
- Walter Scott két regénye: 
  - The Bride of Lammermoor (A lammermoori menyasszony)
  - A Legend of Montrose
- Washington Irving amerikai író: Rip Van Winkle (elbeszélés)
- E. T. A. Hoffmann befejezetlen szatirikus regénye: Lebens-Ansichten des Katers Murr (Murr Kandúr életnézetei). Két kötet, a második 1821-ben jelent meg.

### Költészet
- John Keats nagy éve, ekkor születnek legismertebb, legszebb  versei, köztük La Belle Dame sans Merci (ballada), Óda a görög vázához (Ode on a Grecian Urn), Az őszhöz (To Autumn).
- George Byron elbeszélő költeményei:
  - Don Juan, 1–2. ének
  - Mazeppa, készült 1817–1818-ban.
- Johann Wolfgang von Goethe: West–östlicher Divan (Nyugat–keleti díván).

### Dráma
- Percy Bysshe Shelley: The Cenci (A Cenciek) verses tragédia öt felvonásban. Írta és megjelent Itáliában.

### Magyar nyelven

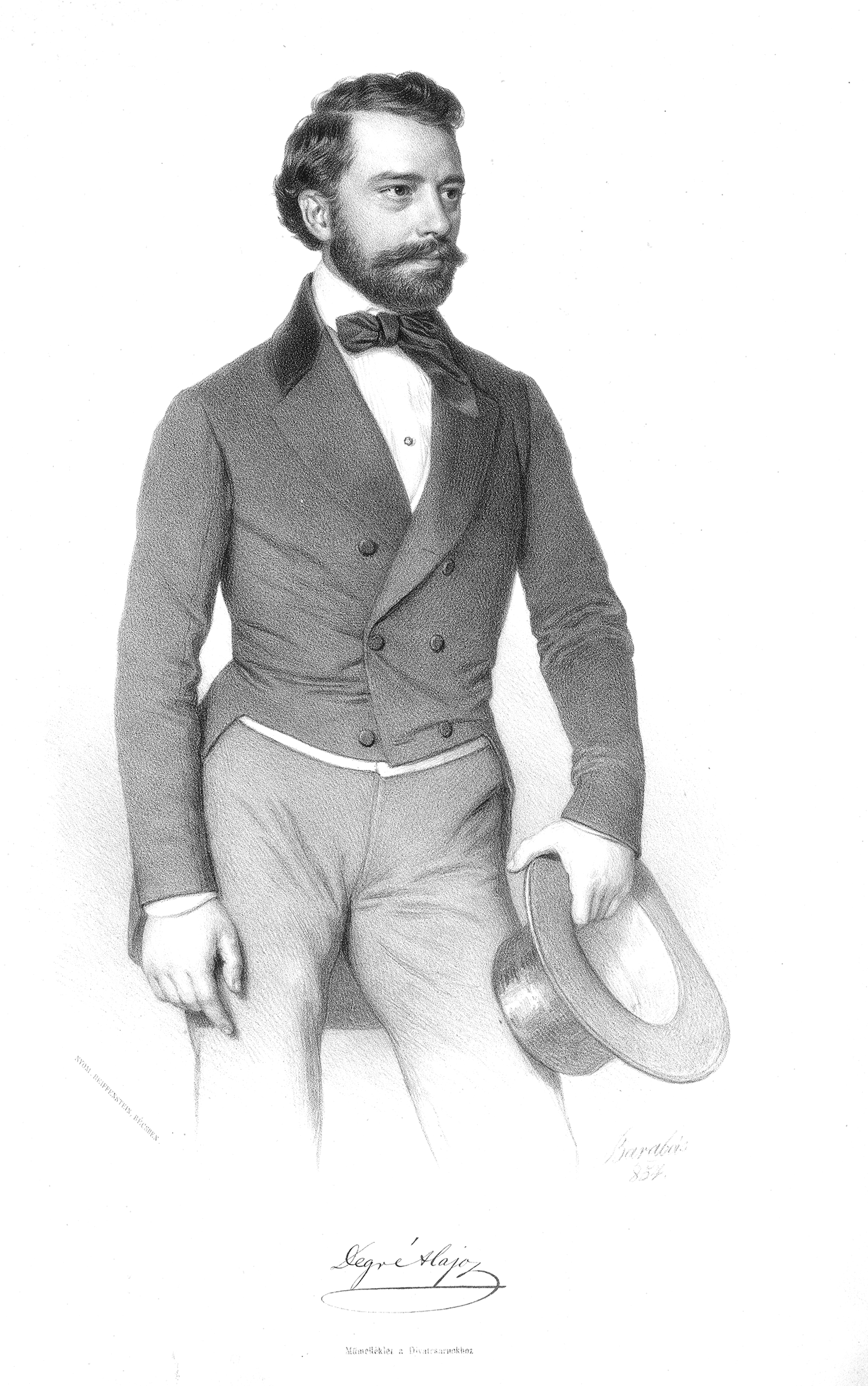
Degré Alajos

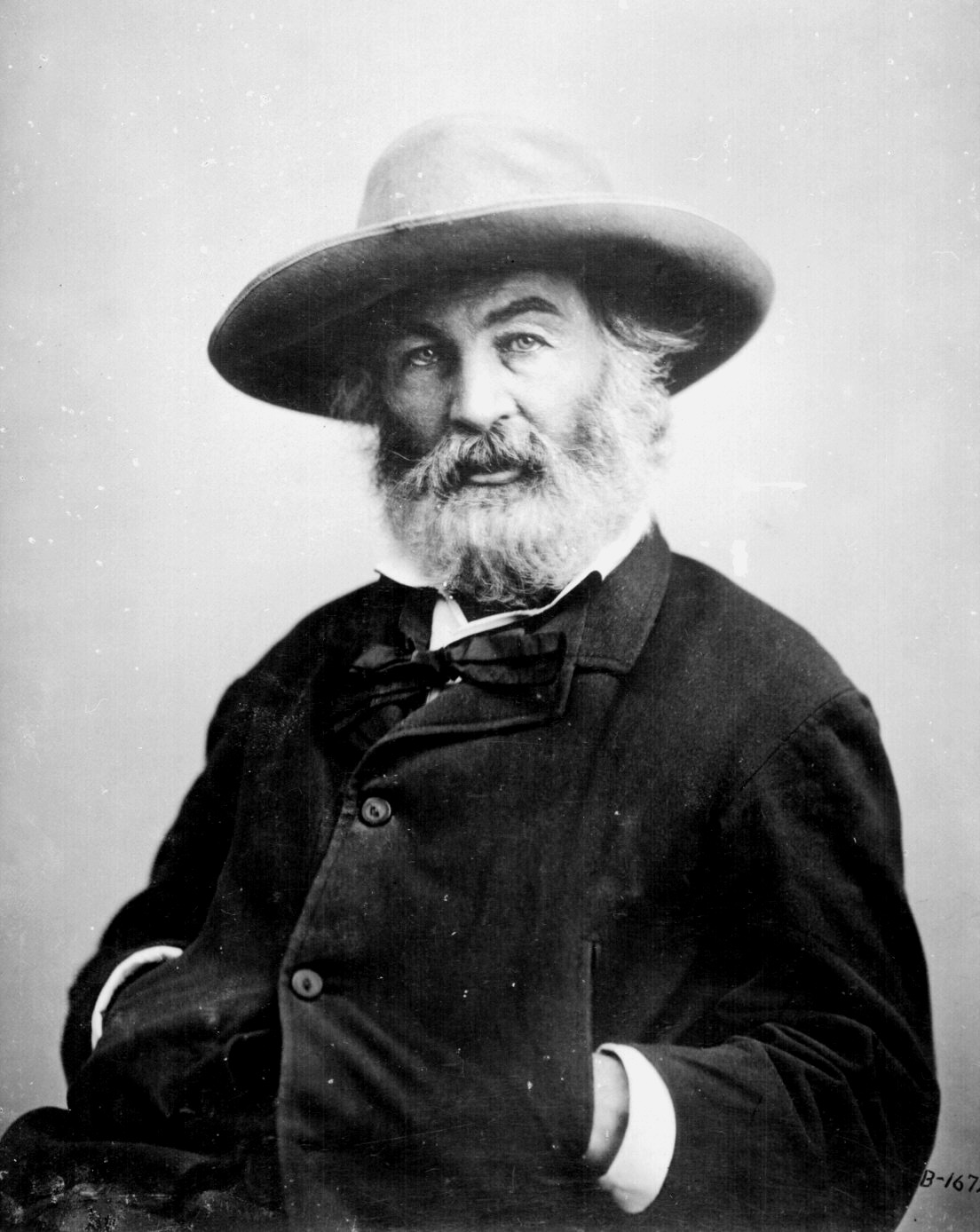
Walt Whitman

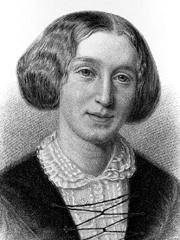
George Eliot

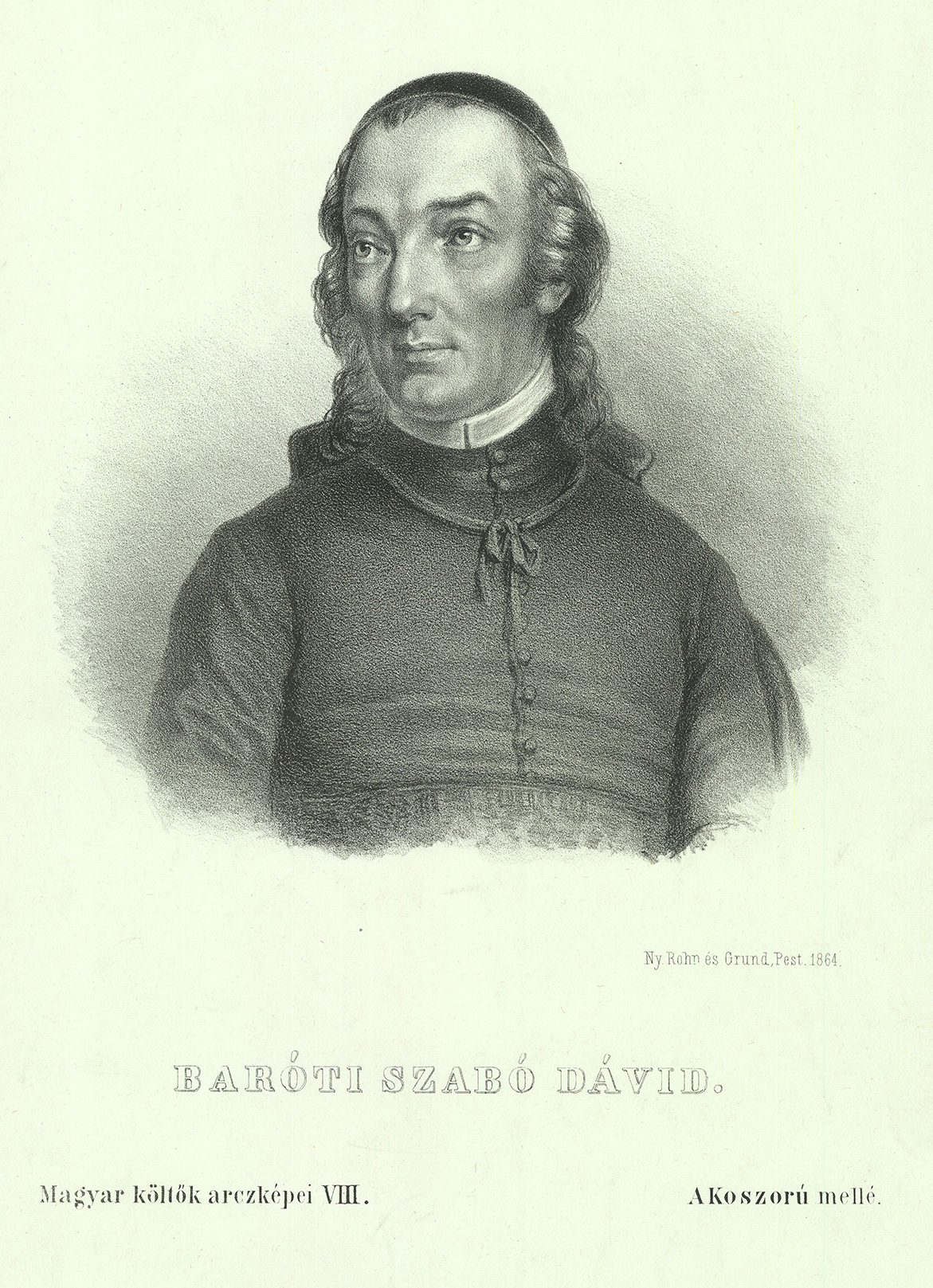
Baróti Szabó Dávid

- A Tudományos Gyűjtemény közli Kazinczy Ferenc tanulmányát: Ortológus és neológus nálunk és más nemzeteknél, ezzel a nyelvújítási harc lényegében lezárul.
- Kisfaludy Károly darabjai:[1]
  - A tatárok Magyarországon (bemutató: Székesfehérváron április 18., majd hatalmas sikerrel Pesten május 3.)
  - Ilka vagy Nándorfehérvár bevétele (bemutató: Pest, június 16.)
  - Stibor vajda (bemutató: Pest, szeptember 7.)
  - A kérők (bemutató: Pest, szeptember 24.)
- Katona József átdolgozza a Bánk bánt (mely már 1815-re elkészült). Műve a következő évben jelenik meg nyomtatásban.

## Születések
- január 6. – Degré Alajos író, színműíró († 1896)
- február 8. – John Ruskin angol író, kritikus, esztéta, festő († 1900)
- február 22. – James Russell Lowell amerikai költő, író († 1891)
- április 22. – Friedrich Martin von Bodenstedt német költő († 1892)
- május 31. – Walt Whitman amerikai költő, a szabadvers képviselője  († 1892)
- július 19. – Gottfried Keller svájci német költő, realista író († 1890)
- augusztus 1. – Herman Melville amerikai író († 1891)
- november 22. – George Eliot angol írónő († 1880)
- december 30. – Theodor Fontane német író, költő, a német költői realizmus jelentős alakja († 1898)

## Halálozások
- február 7. – August Wilhelm Hupel balti-német tudományos író, nyelvész, lapszerkesztő, az észt nyelv kutatója (* 1737)
- március 23. – August von Kotzebue német író, drámaíró (* 1761)
- november 22. – Baróti Szabó Dávid költő, nyelvújító, pap, tanár (* 1739)